# Kalina
Kalina (zimolezina, lat. lat. Ligustrum), rod listopadnih, poluzimzelenih grmova i drveća iz porodice maslinovki (Oleaceae). Rod je raširen po Europi, Aziji, sjevernoj Africi, a jedna vrsta intruducirana je i u Queensland. Postoji četrdesetak vrsta, a u Hrvatskoj rastu tri vrste, među kojima obična kalina (L. vulgare)
Latinsko ime roda dolazi po glagolu ligāre, vezati, jer su se grančice koristile pletenje. Drvo obične kaline je tvrdo i pogodno za izradu sitnih predmeta. Biljka je otrovna, a njeini plodovi mogu izazvati povraćanja, proljeve i u težim slučajevima smrt.

## Vrste
1. Ligustrum angustum B.M.Miao
2. Ligustrum australianum F.Muell.
3. Ligustrum compactum (Wall. ex G.Don) Hook.fil. & Thomson ex Brandis
4. Ligustrum confusum Decne.
5. Ligustrum cumingianum Decne.
6. Ligustrum delavayanum Har.
7. Ligustrum expansum Rehder
8. Ligustrum fengjieense Xian Y.Li & Si Y.Zeng
9. Ligustrum foliosum Nakai
10. Ligustrum glomeratum Blume
11. Ligustrum gracile Rehder
12. Ligustrum guangdongense R.J.Wang & H.Z.Wen
13. Ligustrum henryi Hemsl.
14. Ligustrum ibota Siebold
15. Ligustrum japonicum Thunb.; japanska kalina
16. Ligustrum leucanthum (S.Moore) P.S.Green
17. Ligustrum lianum P.S.Hsu
18. Ligustrum lindleyi (Wall. ex G.Don) P.S.Green
19. Ligustrum liukiuense Koidz.
20. Ligustrum lucidum W.T.Aiton
21. Ligustrum micranthum Zucc.
22. Ligustrum minii Raizada
23. Ligustrum morrisonense Kaneh. & Sasaki
24. Ligustrum myrsinites Decne.
25. Ligustrum nepalense Wall.
26. Ligustrum novoguineense Lingelsh.
27. Ligustrum obovatilimbum B.M.Miao
28. Ligustrum obtusifolium Siebold & Zucc.
29. Ligustrum ovalifolium Hassk.
30. Ligustrum parvifolium Kiew
31. Ligustrum pricei Hayata
32. Ligustrum punctifolium M.C.Chang
33. Ligustrum quihoui Carrière
34. Ligustrum retusum Merr.
35. Ligustrum robustum (Roxb.) Blume
36. Ligustrum salicinum Nakai
37. Ligustrum sempervirens (Franch.) Lingelsh.
38. Ligustrum sinense Lour.
39. Ligustrum stenophyllum Quisumb. & Merr.
40. Ligustrum strongylophyllum Hemsl.
41. Ligustrum tamakii Hatus.
42. Ligustrum tenuipes M.C.Chang
43. Ligustrum tschonoskii Decne.; kineska kalina (sin. L. acutissimum)
44. Ligustrum vulgare L.;  obična kalina

## Galerija
- obična kalina, plodovi
- Ligustrum lucidum